# Sphere at The Venetian Resort
Die Sphere at The Venetian Resort (abgekürzt Sphere, The Sphere und MSG Sphere) ist eine kugelförmige Mehrzweckhalle. Sie steht östlich des Venetian Resort Hotels nahe dem Las Vegas Strip im US-Bundesstaat Nevada.
Mit einem Durchmesser von 157 Meter und 81.300 m² Außenfläche hat The Sphere die Avicii Arena als größtes kugelförmiges Gebäude der Welt abgelöst. 54.000 m² der Außenfläche sind mit 57,6 Mio. LEDs bestückt, die 1,2 Mio. Bildpunkte ergeben und die weltgrößte LED-Wand bilden.
Nahezu die gesamte Fassade des Gebäudes kann mittels der LED-Verkleidung als Animationsfläche beliebig gestaltet werden. Mit diesen technischen Möglichkeiten bzw. der optischen Wandelbarkeit ist das Gebäude das erste seiner Art. Im Inneren des Kugelbaus bedeckt das weltweit erste 16K-LED-Display 15.000 m² der Innenwand.
Weitere baugleiche Konzerthallen sollen im Londoner Stadtteil Stratford und an weiteren Standorten folgen.

## Baugeschichte

### Hintergrund und Planung
Das Bauprojekt wurde im Februar 2018 angekündigt, es war ursprünglich eine Partnerschaft zwischen der Madison Square Garden Company (MSG) und der Las Vegas Sands Corporation. Letztere besaß das Baugelände und war Eigentümer des Hotels The Venetian, das neben The Sphere liegt.
Apollo Global Management ersetzte die Las Vegas Sands Corporation als Partner, als es das Hotel kaufte. Im Rahmen des Verkaufs wurden das Grundstück des Hotels sowie das Bauland für das MSG-Sphere-Bauprojekt von Vici Properties erworben. Populous war als Architekturbüro mit einem Entwurf beauftragt worden. Als Bauherr wurde das Unternehmen AECOM engagiert, das zuvor am Bau mehrerer Stadien, darunter der T-Mobile Arena in Las Vegas, beteiligt gewesen war. Bauingenieur war Severud Associates.
MSG schätzte die Projektkosten zunächst auf 1,2 Mrd. US-Dollar. Im Februar 2020 gab das Unternehmen bekannt, dass die Kosten aufgrund von Designänderungen, die aus Gästeerweiterungen bestanden, auf 1,66 Mrd. US-Dollar gestiegen seien. Die Kosten stiegen weiter an und überstiegen schließlich aufgrund der globalen Lieferkettenkrise in den Jahren 2021 bis 2023 und wegen des Inflationsanstiegs in den Jahren 2021 bis 2022 die Marke von zwei Mrd. US-Dollar.
Die voraussichtlichen Bau-Endkosten betragen 2,3 Mrd. US-Dollar. Damit übertrifft das Gebäude das Allegiant Stadium, das 1,9 Mrd. US-Dollar kostete, als teuerstes Bauwerk in der Geschichte von Las Vegas.

### Konstruktion

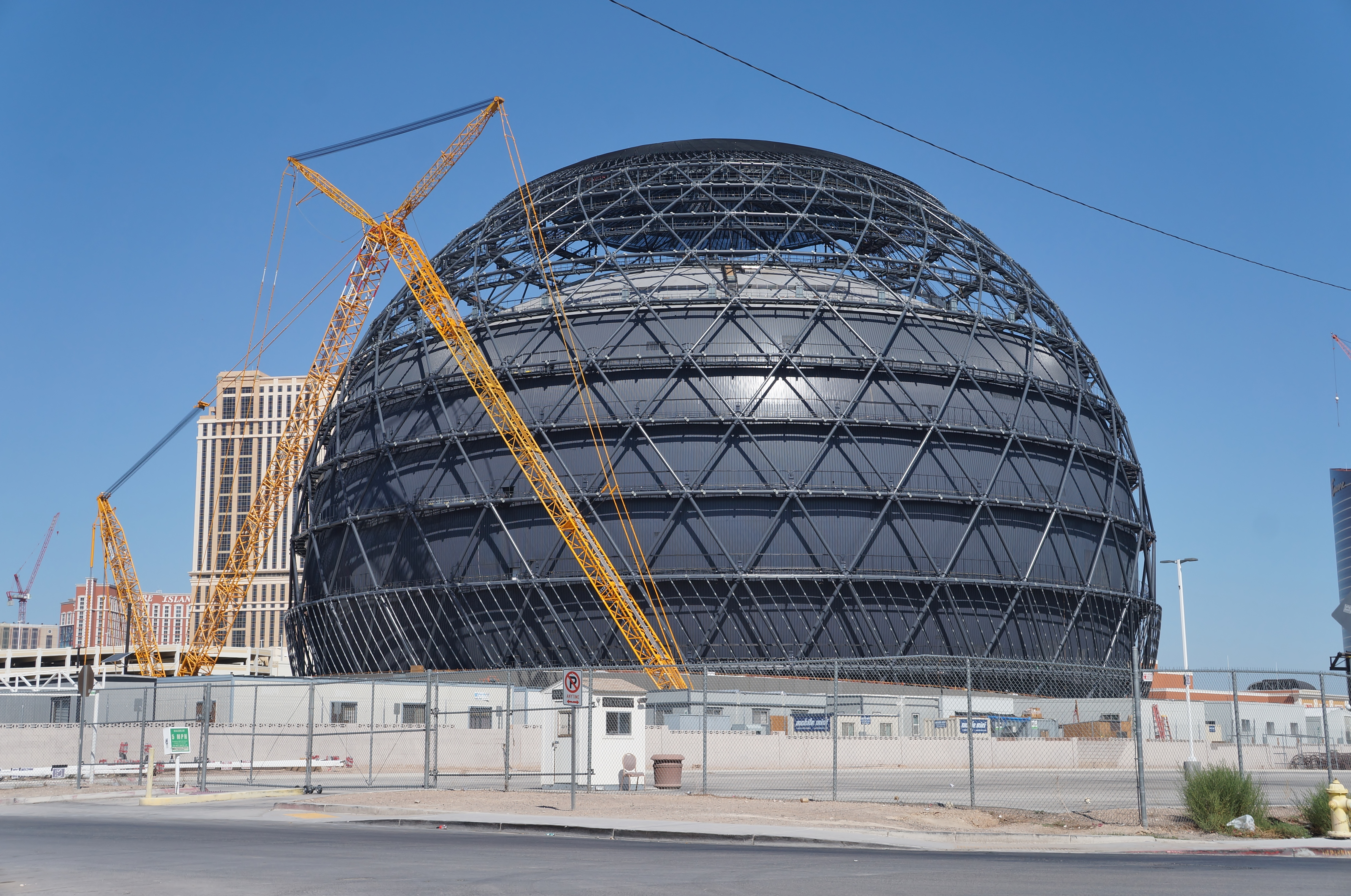
Baufortschritt im September 2022

Am 27. September 2018 fand der Spatenstich statt. Tatsächlicher Baubeginn war im März 2019. Etwa 84.000 m³ Erde und Caliche waren ausgehoben worden, um das Gelände für den Bau vorzubereiten. AECOM wurde im Juni 2019 zum Generalunternehmer ernannt. Es wurde erwartet, dass die Zahl der an der Baustelle beschäftigten Arbeiter während der Konstruktion einen Höchststand von 1.500 erreichen würde. Bis Oktober 2019 hatten Bautrupps den 7.400 m² großen Keller sowie das erste Erdgeschoss fertiggestellt. Für den Bau des Untergeschosses wurden bis zu 6,4 m tiefe Aushubarbeiten durchgeführt. Im Dezember 2019 waren die ersten vier von acht oberirdischen Stockwerken fertiggestellt. Zu jener Zeit war die Baukonstruktion 20 Meter hoch.
Im Februar 2020 war auf der Nordostseite des Geländes der viertgrößte Kran der Welt, ein CC-8800 Raupenkran, zum Heben schwerer Baumaterialien aufgestellt worden. Der Kran hatte eine Standhöhe von bis zu 180 m. Im zerlegten Zustand wurde der Kran über den Atlantik von Zeebrugge (Belgien) nach Port Hueneme (Kalifornien, USA) transportiert. Für den Transport des Krans nach Las Vegas wurden 120 Sattelschlepper benötigt. Für die Montage des Hauptkrans war ein separater Kran erforderlich; ein Vorgang, der 18 Tage dauerte. Im März 2020 erreichten die Bauarbeiten den breitesten Punkt des kugelförmigen Baus, der einen Durchmesser von 157 Meter aufweist und sich auf der sechsten Ebene, 33 Meter über der 18 Acre (72.000 m²) großen Grundfläche befindet.
Im März 2020 gab MSG aufgrund der COVID-19-Pandemie in den USA einen Baustopp bekannt. Aufgrund der Pandemie kam es bei dem Projekt zu einer Unterbrechung der Lieferkette, die den Baufortschritt behinderte. Im August 2020 gab MSG Entertainment bekannt, dass der Bau des Projekts wieder aufgenommen wurde. Der Betonbau nahm 15 Monate in Anspruch. Darauf folgte die Stahlmontage und die Installation des 13.000 Tonnen schweren Stahlkuppeldachs. Im Oktober 2020 vollendeten die Teams mit der Installation von zwei Stahlträgern mit zusammen 240 Tonnen den bis dahin schwersten Hub.
MSG übernahm im Dezember 2020 die Generalunternehmerschaft. AECOM blieb jedoch in das Bauprojekt involviert. Im Februar 2021 wurde ein 170 Tonnen schwerer Kompressionsring aus Stahl endmontiert, was den schwersten Hub des gesamten Projekts darstellte. Aufgrund seiner Größe war der Ring erst auf der Baustelle zusammenmontiert worden, was drei Wochen Bauzeit in Anspruch nahm.
Für die Betonkuppel wurden ca. 3.000 Tonnen Stahl benötigt. Das Stahlgerüst nahm im März 2021 Gestalt an, als die Bauteams mit der Installation von 32 Trägern begannen, von denen jeder 100 Tonnen wiegt. Die Installation des Tragwerks war im Mai 2021 zur Hälfte abgeschlossen. Es dauerte zwei Tage, den Kran auf die Südseite des Grundstücks zu verlegen, von wo dann der Rest der Kuppel errichtet wurde. Das Stahlgerüst für die Betonkuppel war im Juni 2021 fertiggestellt. Gleichzeitig fanden bereits erste Montagearbeiten der LED-Außenverkleidung statt. Anschließend wurden 4.600 Kubikmeter Beton über das Stahlgerüst gepumpt. Die dadurch entstandene 250 mm dicke Betonschicht hat ein Gewicht von etwa 10.000 Tonnen. Die Betonkuppel wurde im Oktober 2021 fertiggestellt. Der Innenausbau hatte im August 2021 begonnen. Unter den Innenausbau fiel die Errichtung eines 730 Tonnen schweren Wand-Stahlgerüsts, das neben Audiosystemen die innere Wandverkleidung trägt, die – wie die Fassade – aus LEDs besteht. 15.000 Quadratmeter der Innenwandverkleidung bestehen aus LEDs.
Mit der Montage der 54.000 m² großen LED-Außenverkleidung wurde im Mai 2022 begonnen.

## Fassade
Das MSG Sphere ist mit 81.300 Quadratmetern Außenfläche das größte kugelförmige Gebäude der Welt. Das Bauwerk ist insgesamt 112 Meter hoch. Die Außenverkleidung, auch Exosphere genannt, ist auf 54.000 Quadratmeter mit insgesamt 1,2 Millionen LED „Puck“-Elementen bestückt, so genannt, weil sie ungefähr die Größe eines Eishockey-Pucks haben, also knapp acht Zentimeter Durchmesser. Jeder LED-„Puck“ ergibt einen Bildpunkt der aus 48 farbigen LED besteht, die gemeinsam angesteuert werden.
Die LED-„Pucks“ sitzen in einem Abstand von 21 Zentimeter zueinander, was einer Pixeldichte von 0,12 dpi entspricht. Zum Vergleich: Ein 27-Zoll-Monitor mit WQHD-Auflösung hat 109 dpi, zur Bauzeit aktuelle Smartphones 300 bis 460 dpi. Sowohl die LEDs der Exosphere, als auch die der Innenfläche wurden von dem kanadischen Unternehmen SACO Technologies hergestellt. Die Exosphere aus „Puck“-Elementen ist um 30 Prozent höher als die tragende Betonkuppel selbst und bildet die weltgrößte LED-Wand.

## Innenraum

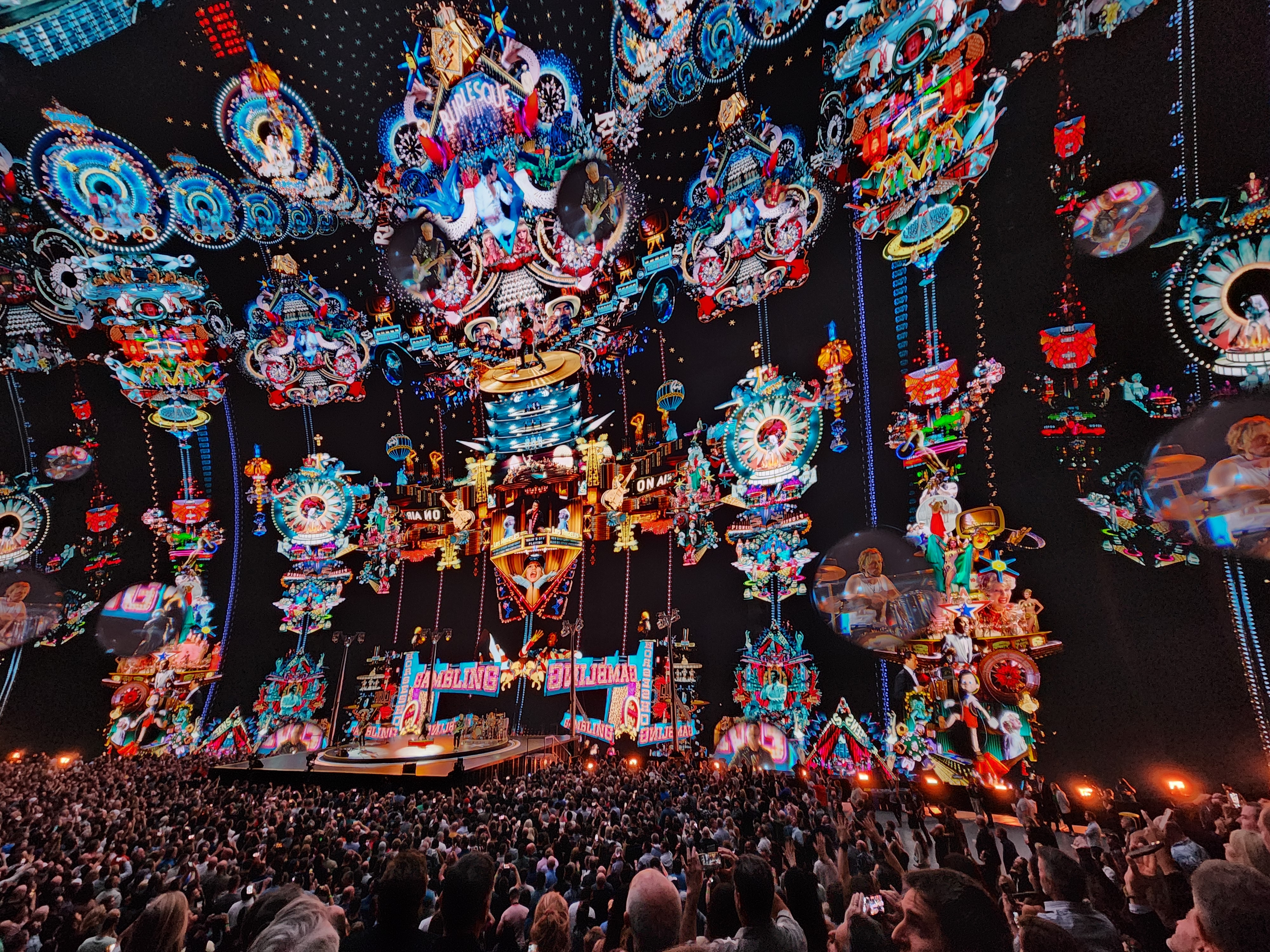
Foto von Stehbereich bzw. Front of Stage, Bühne und LED-Innenwand, aufgenommen während eines Konzerts der Band U2

Die Arena verfügt, einschließlich des Untergeschosses, in dem sich ein V.I.P.-Club befindet, über neun Ebenen, die sich, wie in einem Opernhaus, einen Raum teilen. 23 Logen bzw. Suiten sind im dritten und fünften Stock verbaut. Die Innenwand ist wie die Außenwand ebenfalls mit LEDs verkleidet. Sie bedecken im Inneren eine Fläche von 15.000 Quadratmeter und bilden in ihrer Gesamtheit eine Auflösung von 16K. Es ist das weltweit erste 16K-LED-Display.
Die MSG Sphere verfügt über 18.600 Sitzplätze und 5.000 Stehplätze. Alle Sitzplätze verfügen über Hochgeschwindigkeits-Internetzugänge. Haptische Technologie, wie 4D-Funktionen (Duft und Wind), ist in 10.000 der Plätze integriert. Die Plätze bedecken etwa zwei Drittel des Innenraums, während die Bühne den Rest einnimmt. Im Gebäude sind etwa 164.000 Lautsprecher verbaut. Dieses Audiosystem umfasst 160.000 einzeln angesteuerte Lautsprecher, die in den X1 Matrix Array Lautsprechermodulen des Berliner Herstellers Holoplot, das Beamforming- und Wellenfeldsynthese-Technologien nutzt, montiert sind. und hinter der LED-Fassade montiert sind.

## Grundstücksanlage
Das Grundstück verfügt über 304 Parkplätze. Zusätzliche Parkplätze befinden sich in den Parkhäusern der nahe gelegenen Hotels; im Venetian, im Palazzo und im Venetian Convention and Expo Center. Eine 300 m lange Fußgängerbrücke verbindet das Bauwerk mit dem Expo Center. Des Weiteren gibt es Pläne, eine Las-Vegas-Monorail-Station zu bauen, um die Sphere und das The Venetian Las Vegas an die Bahninfrastruktur anzubinden. Diese Pläne wurden jedoch aufgrund der finanziellen Auswirkungen der Pandemie im Jahr 2020 nicht weiter verfolgt.

## Eröffnung und Nutzung
Im Jahr 2023 wurde der Name des Bauwerks vorgestellt. Am 4. Juli desselben Jahres, dem Unabhängigkeitstag und Nationalfeiertag der USA, wurde die LED-Außenseite des Kugelbaus aktiviert. Die Eröffnung von The Sphere erfolgte am 29. September 2023 mit der Erstaufführung der mehrmonatigen Liveshow U2:UV Achtung Baby Live at Sphere der Band U2. MSG plant, jedes Jahr vier bis sechs Dauershows im Sphere zu veranstalten. Der Veranstaltungsort soll bis zu 3.000 Mitarbeiter beschäftigen.
In der Halle sollen neben Konzerten vor allem Preisverleihungen und andere Unterhaltungsprogramme stattfinden. Obwohl das Bauwerk vom Design her nicht für die Austragung von Sportveranstaltungen konzipiert ist, bestünde die Möglichkeit, Box- und Mixed-Martial-Arts-Kämpfe sowie E-Sport-Turniere auszurichten.
Im Oktober 2023 stellte der Betreiber des Veranstaltungsorts den für The Sphere produzierten Spielfilm, Postcard from Earth von Regisseur Darren Aronofsky, im Sphere vor.
Gäste in The Sphere werden unter anderem durch fünf KI-gestützte humanoide Roboter begrüßt und über den Veranstaltungsort informiert.
In seinem ersten Geschäftsquartal verzeichnete der Betreiber einen Verlust von 98,4 Millionen US-Dollar, was zum Rücktritt des CFO führte.

## MSG Sphere Studios
Die MSG Sphere Studios sind eine knapp 30 Meter hohe Version der MSG Sphere in Burbank, Kalifornien. Darin untergebracht sind die Arbeitsräume zur Erstellung der Bilder, Videos und Animationen, die auf die LEDs übertragen werden.

## Sphere in Abu Dhabi
Am 15. Oktober 2024 kündigte die Sphere Entertainment Co. den Bau einer weiteren Sphere in Abu Dhabi im gleichnamigen Emirat an. Dabei wird die Sphere Entertainment Co. mit dem Ministerium für Kultur und Tourismus der Stadt zusammenarbeiten. Ein Zeitplan ist noch nicht festgelegt, aber die Besucherkapazität soll auf dem Niveau des Sphere at The Venetian Resort liegen. Für die Finanzierung sorgt das Ministerium für Kultur und Tourismus. Sphere Entertainment ist für die Entwicklung, Bau und Voreröffnung verantwortlich. Zunächst sollte als zweites eine Sphere in Stratford im Osten von London errichtet werden. Im Januar 2024 wurden die Pläne fallengelassen, nachdem Bürgermeister Sadiq Khan das Projekt mit der Begründung ablehnte, es hätte „inakzeptable negative Auswirkungen“ auf die Anwohner.

## Galerie

Fassade
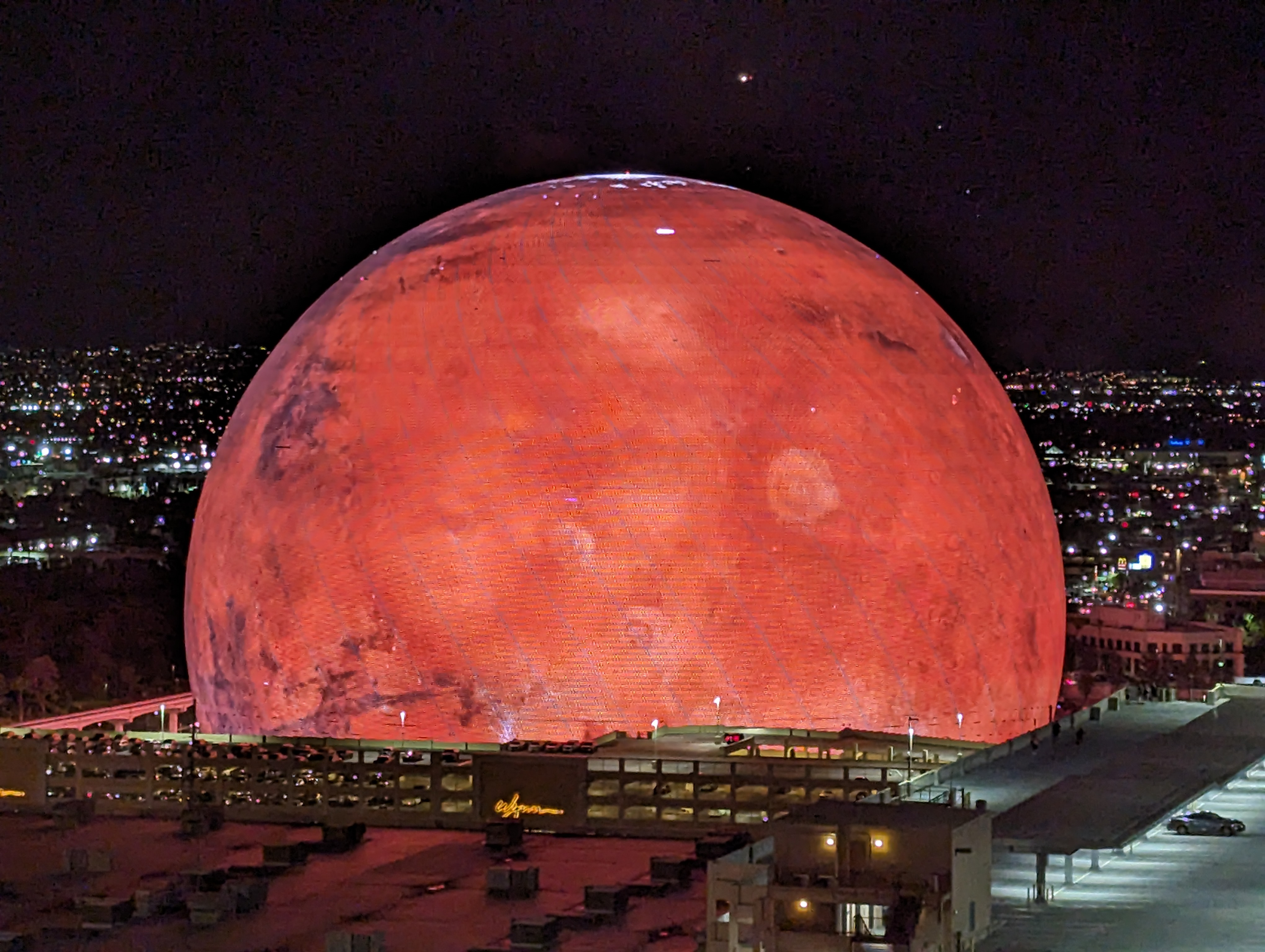
Momentaufnahme von The Sphere, als es gerade den Planeten Mars imitiert
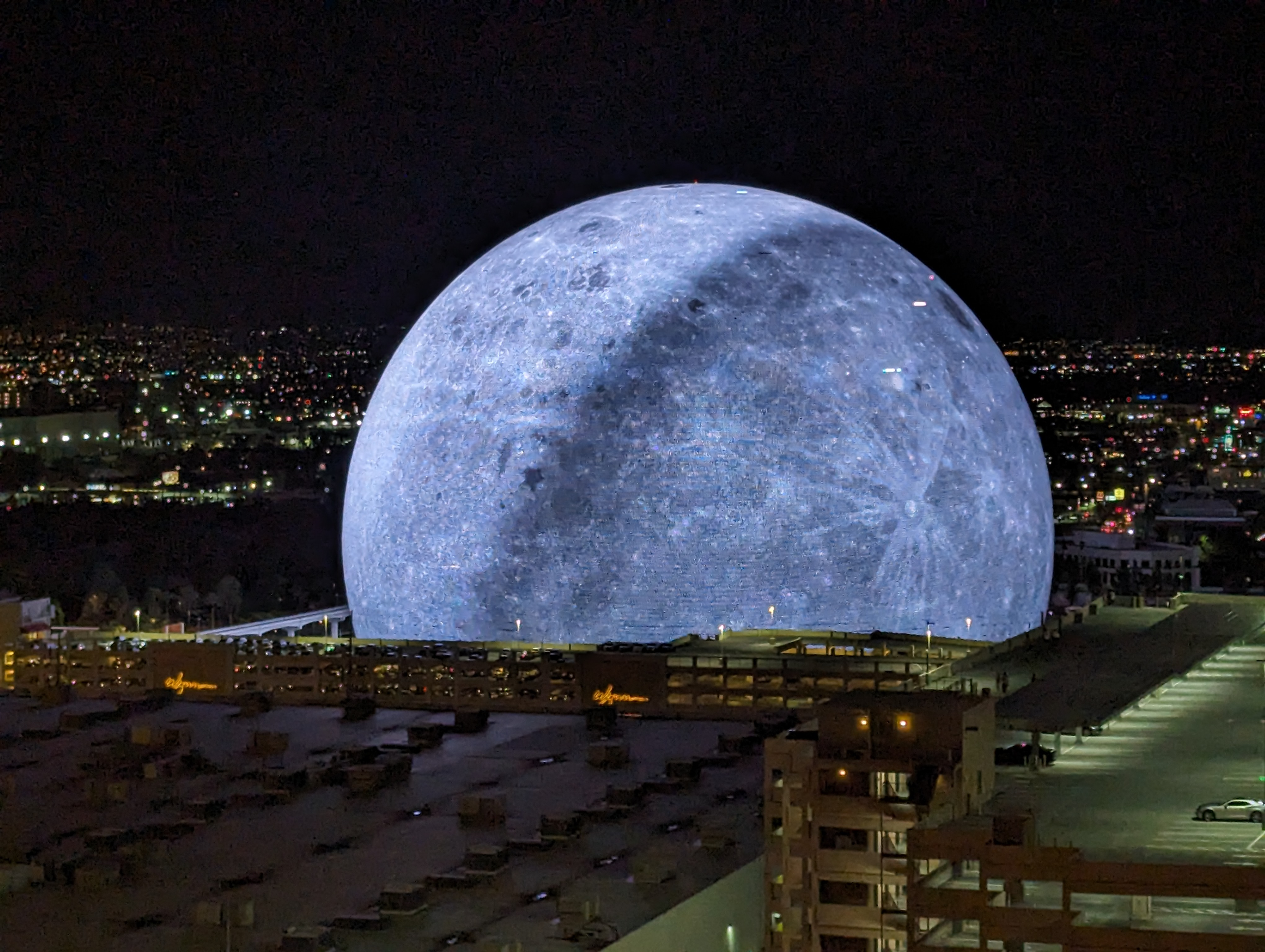
Momentaufnahme von The Sphere, als es gerade den Mond imitiert
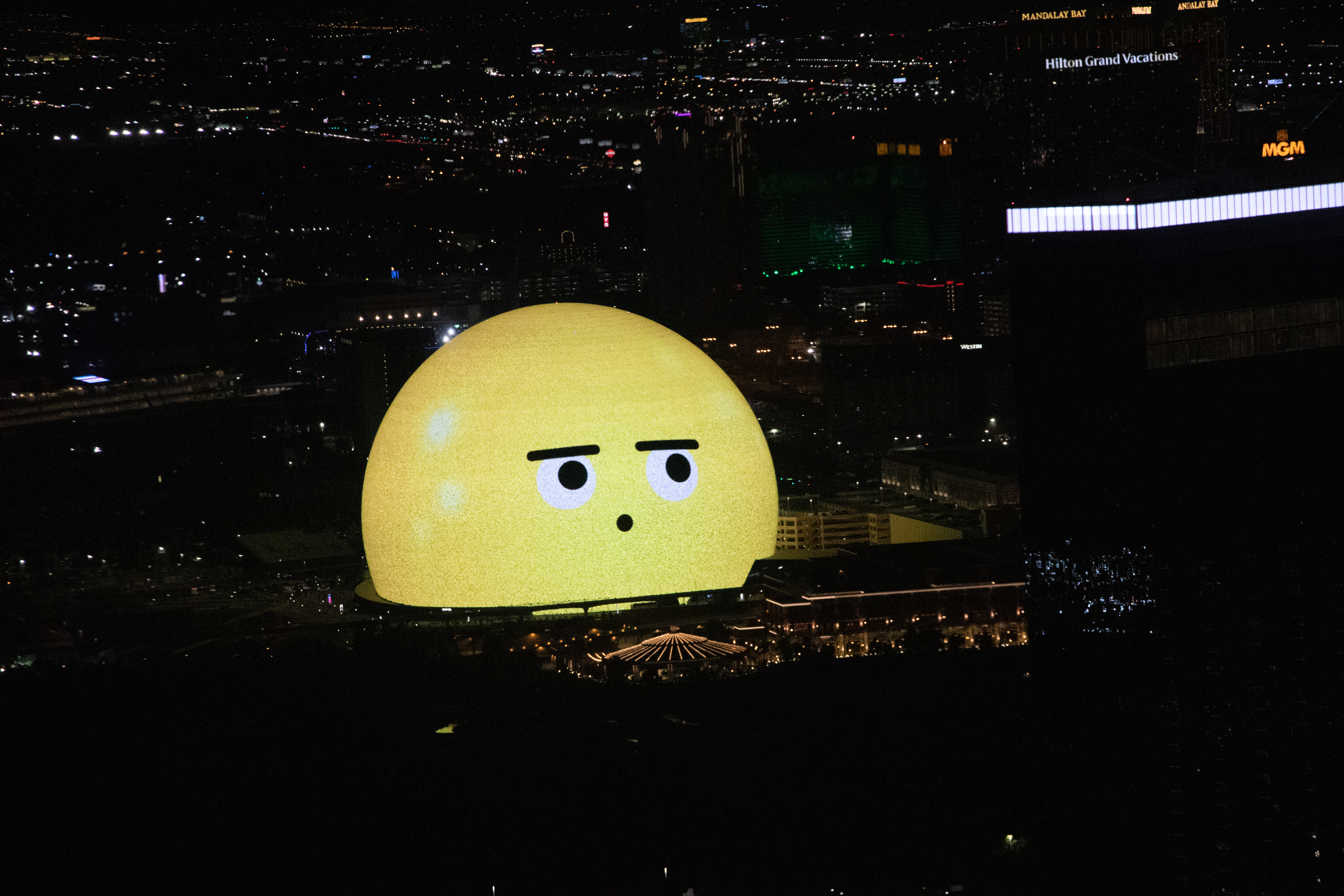
The Sphere vom The Strat Las Vegas aus gesehen
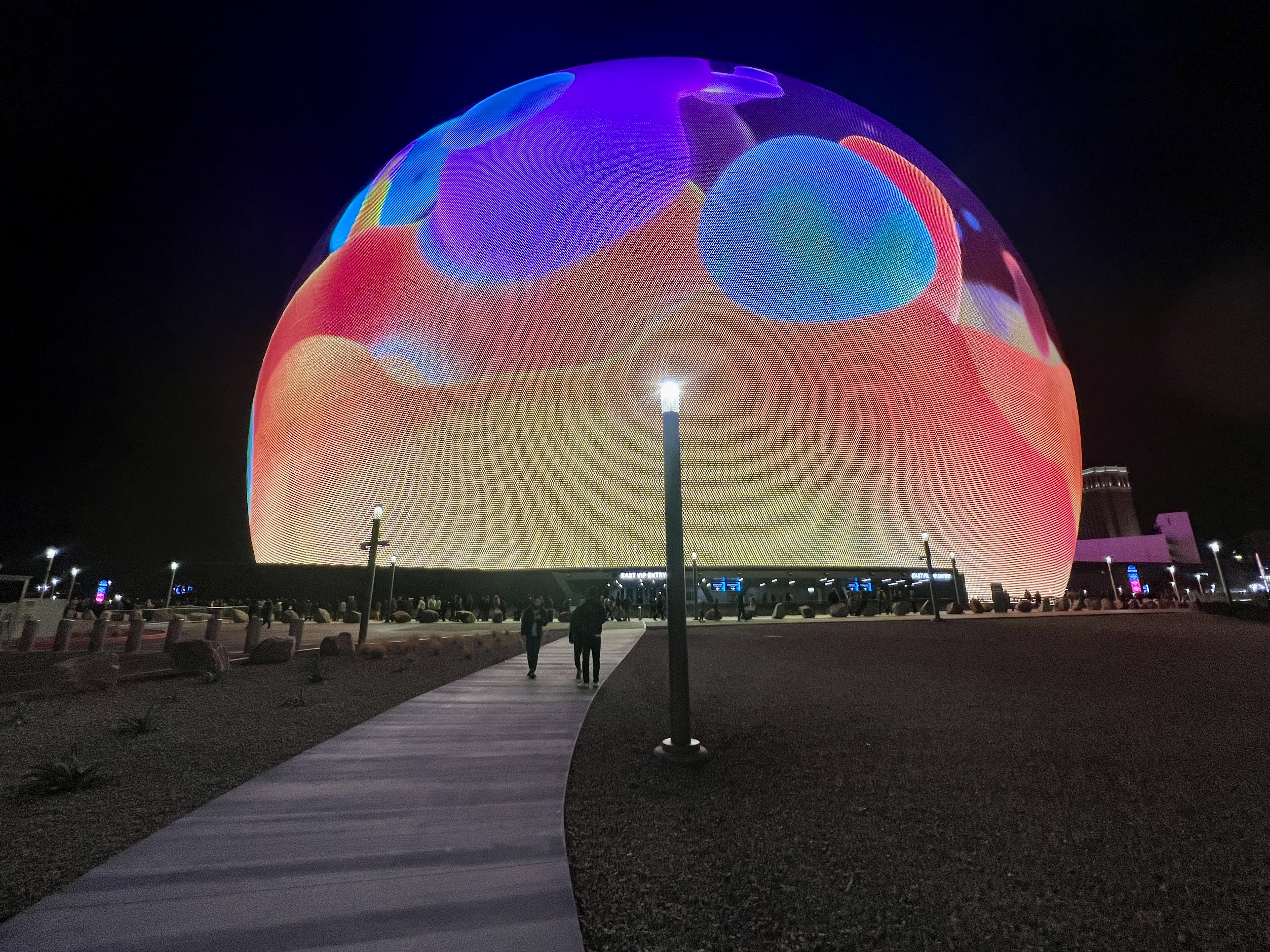
Weg zum Eingang des The Sphere
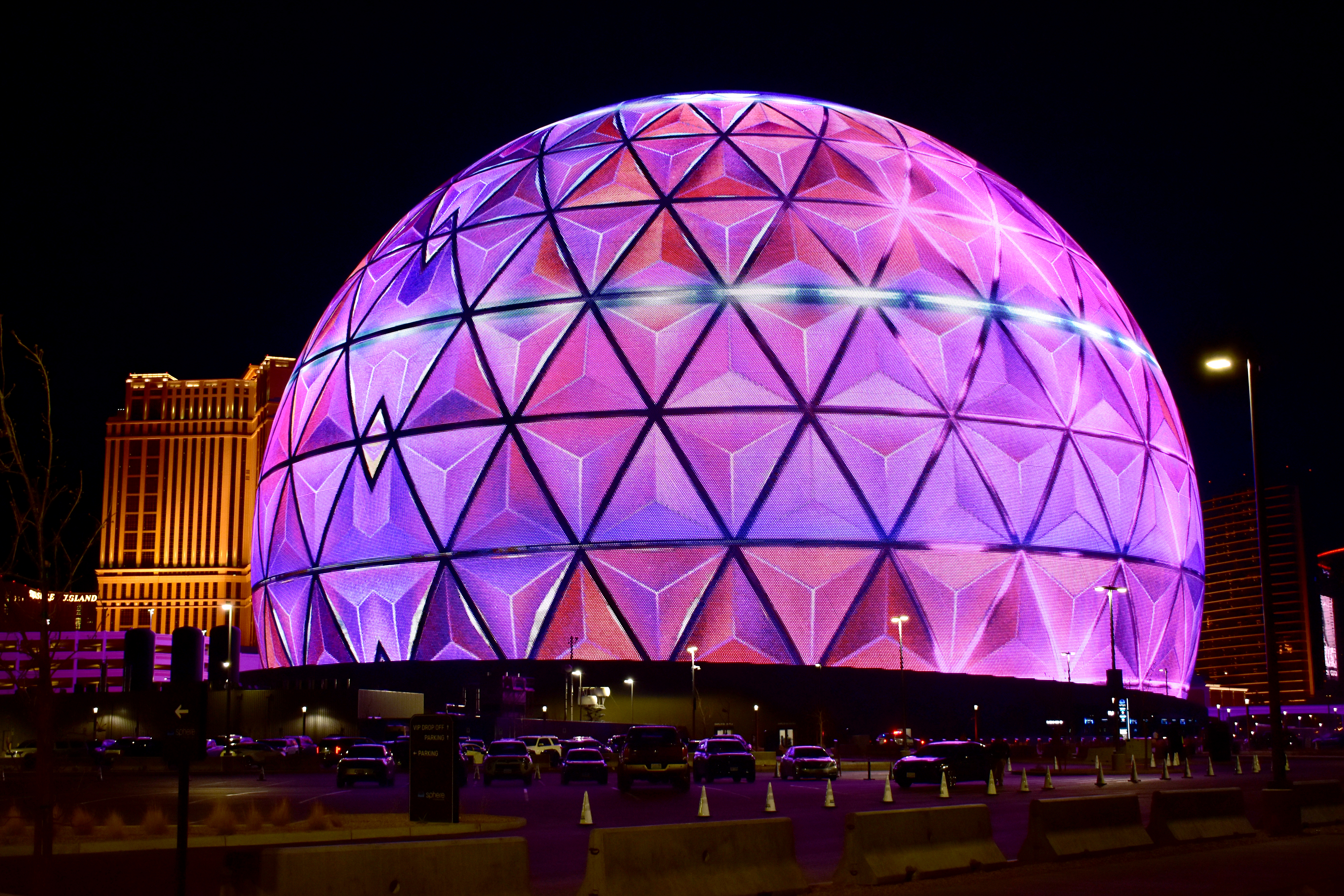
Momentaufnahme von The Sphere
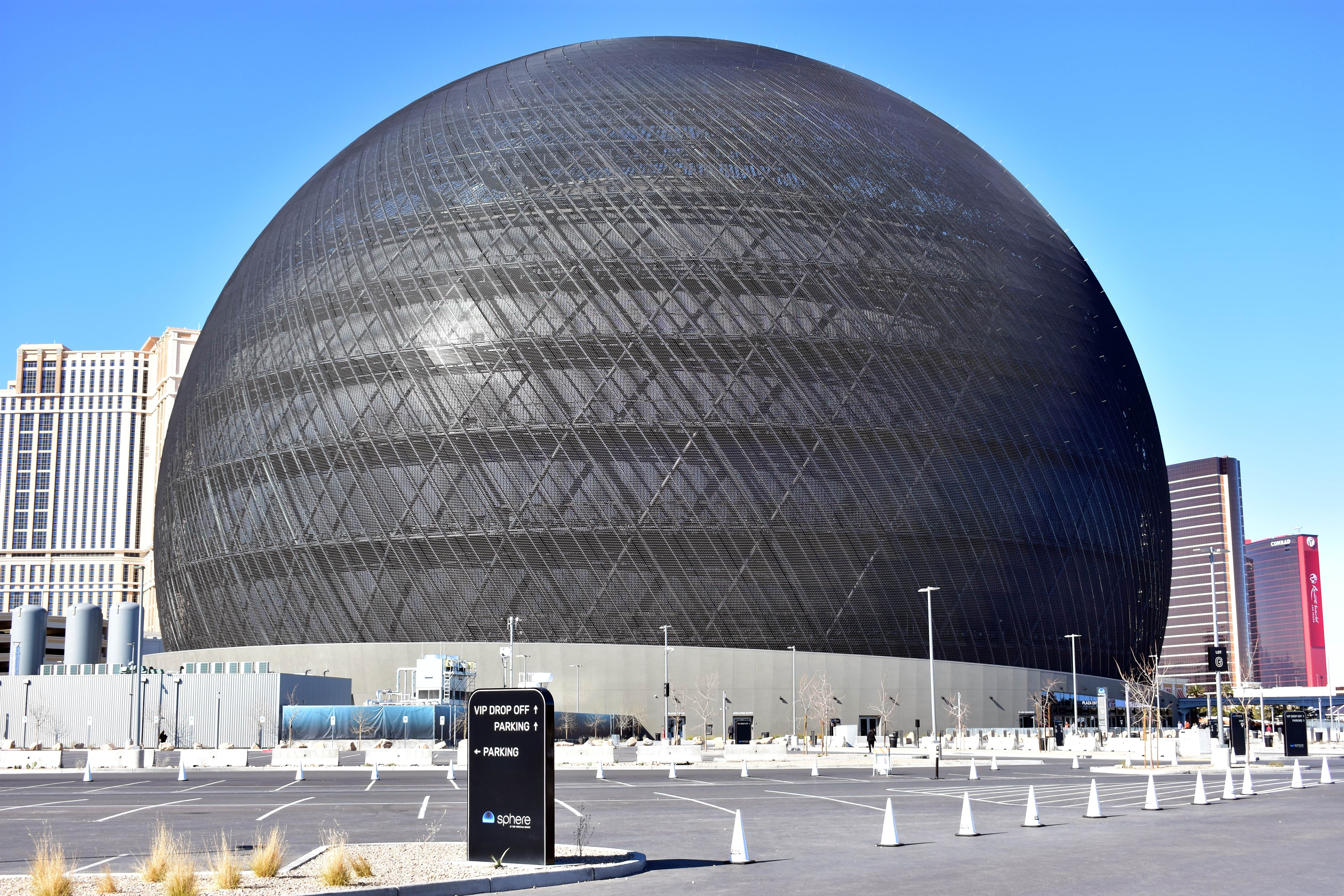
The Sphere mit ausgeschalteter LED-Fassade

The Sphere Inneneinrichtung
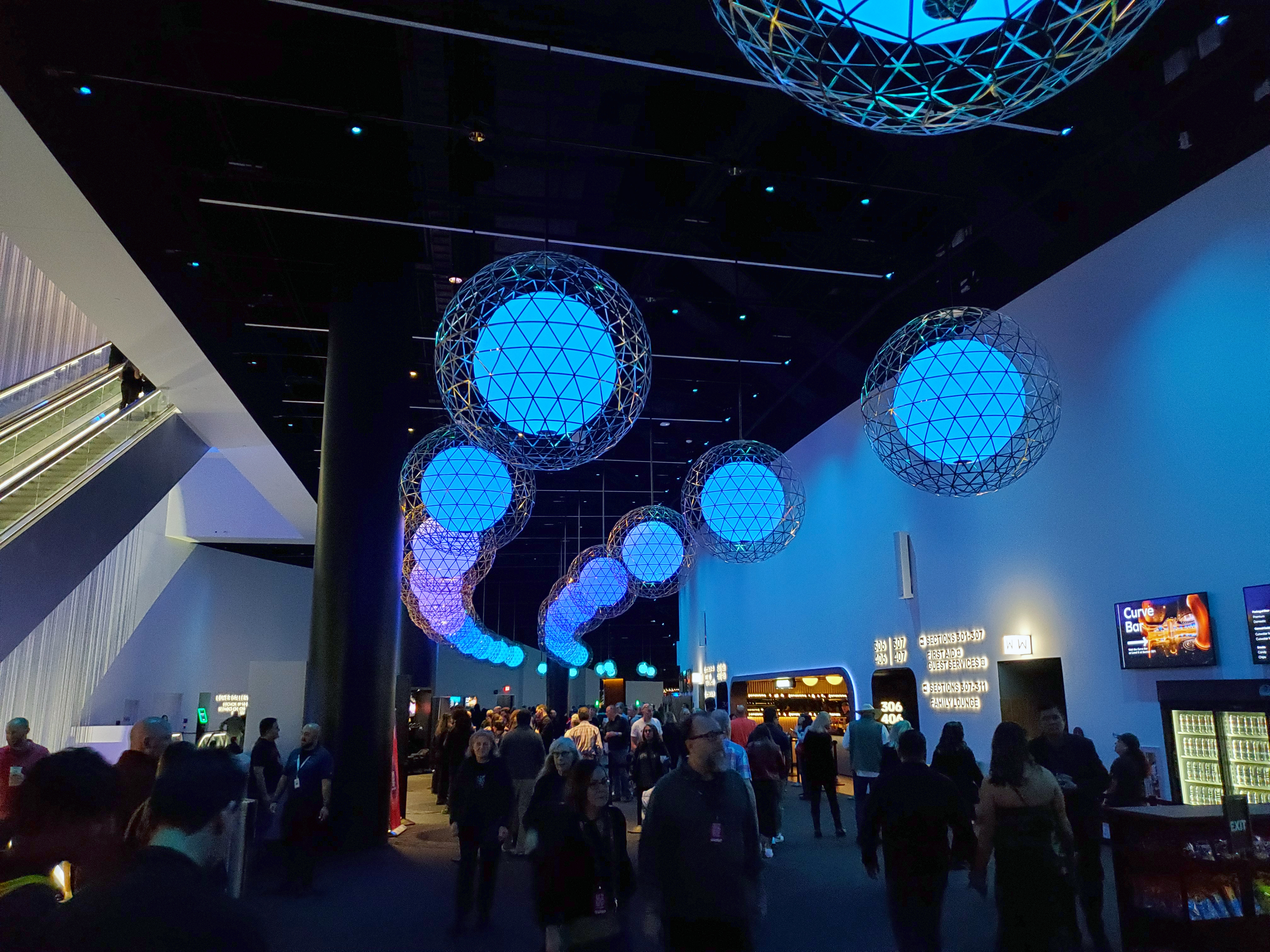
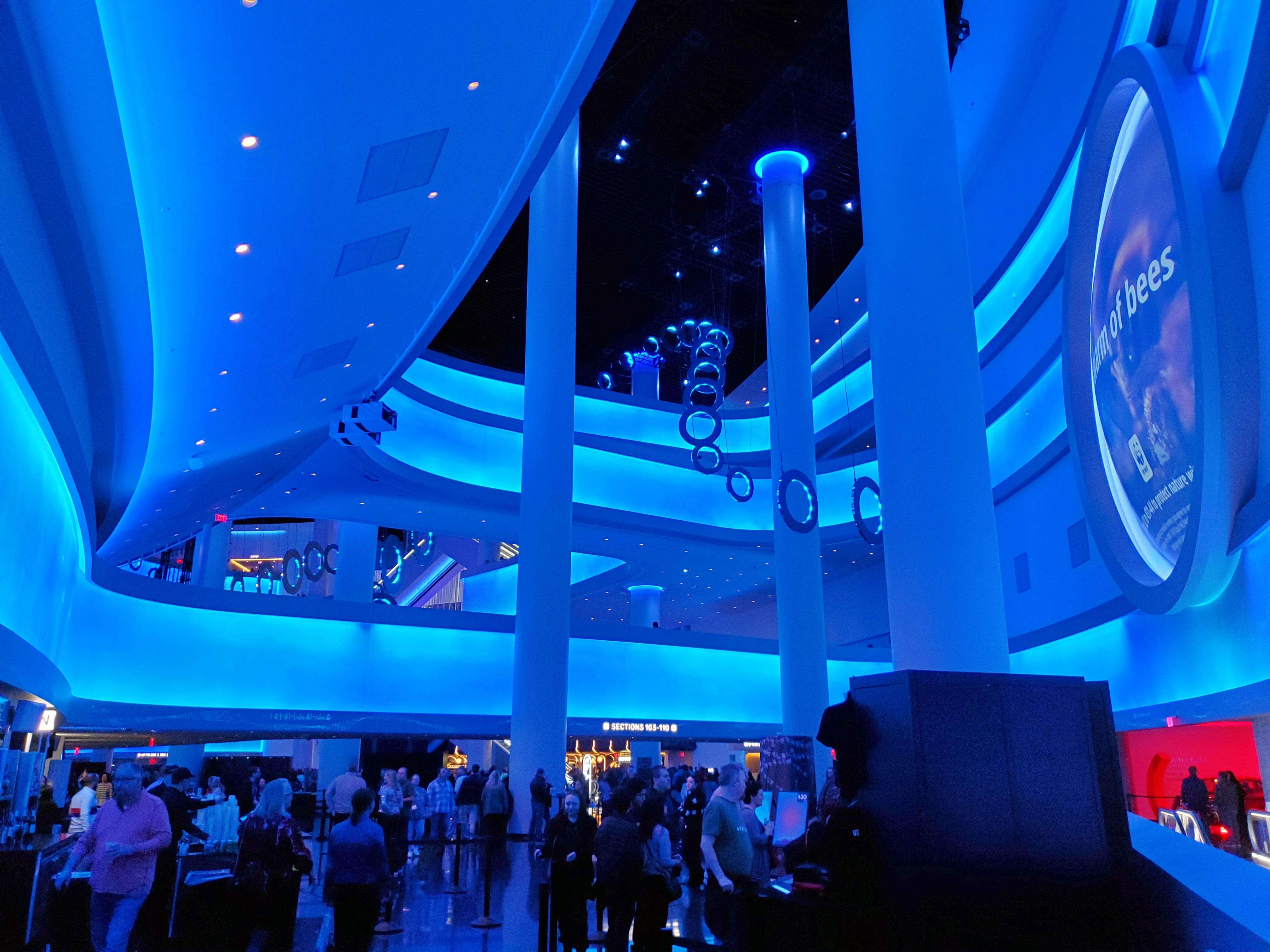
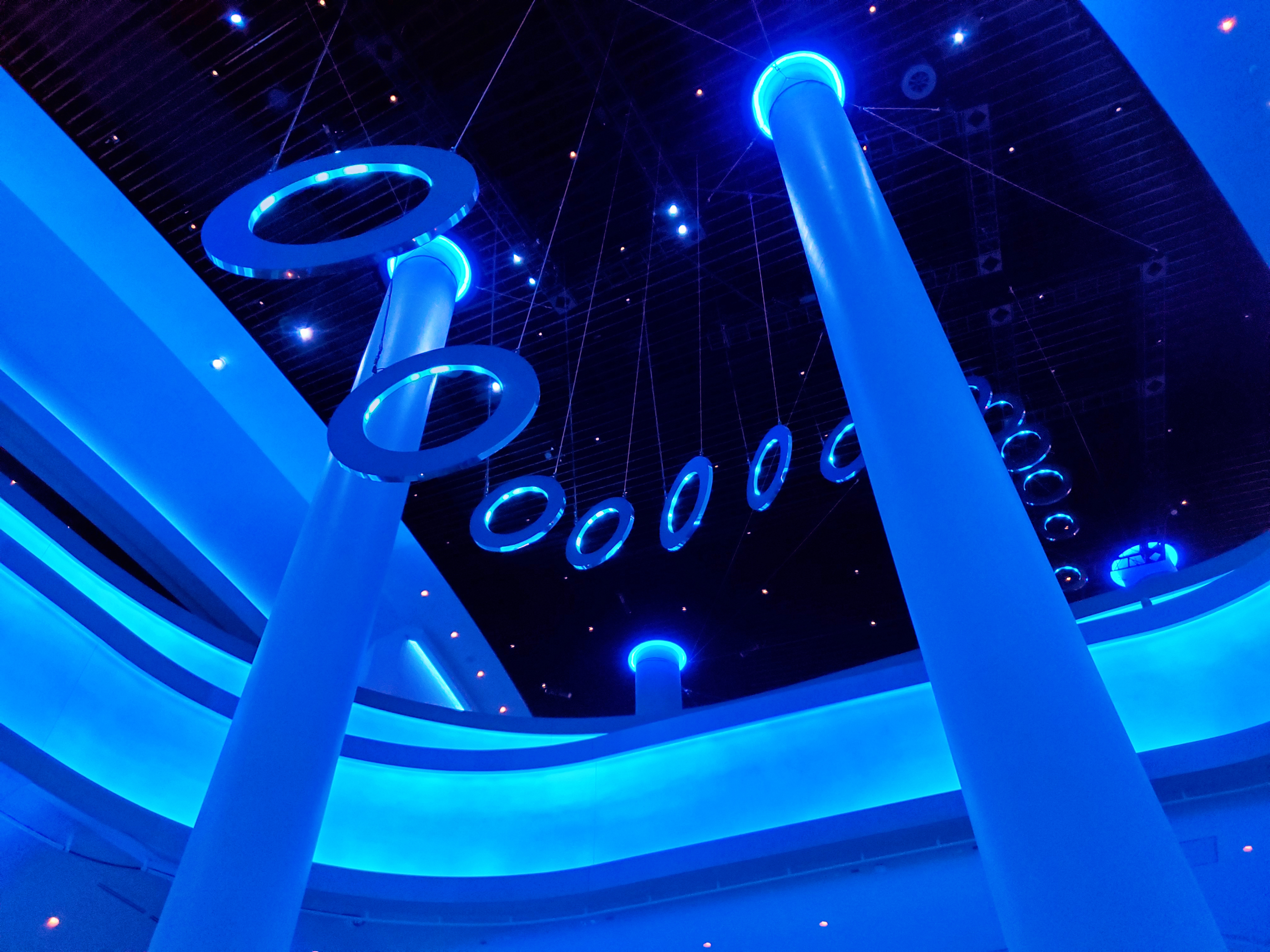
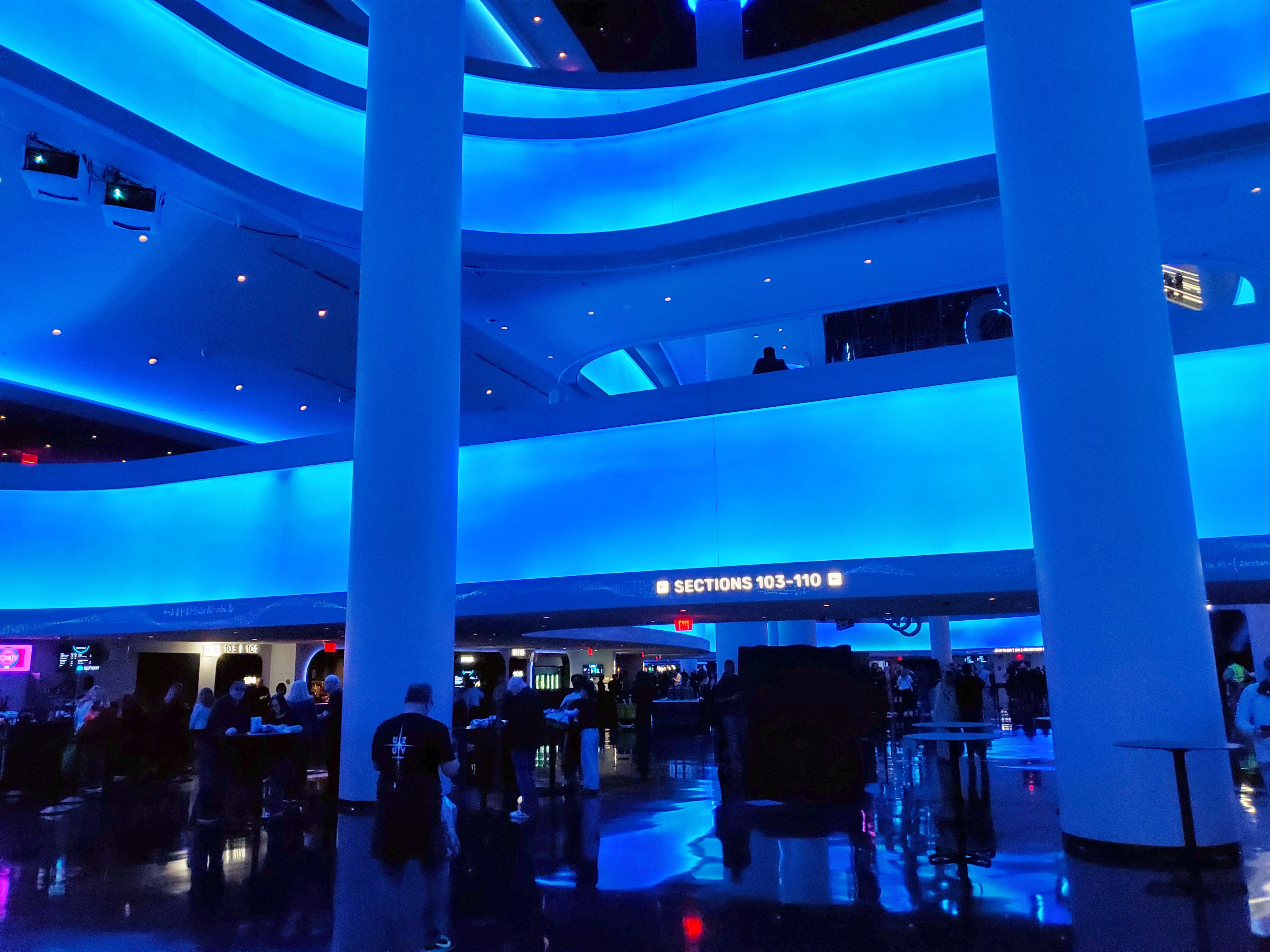
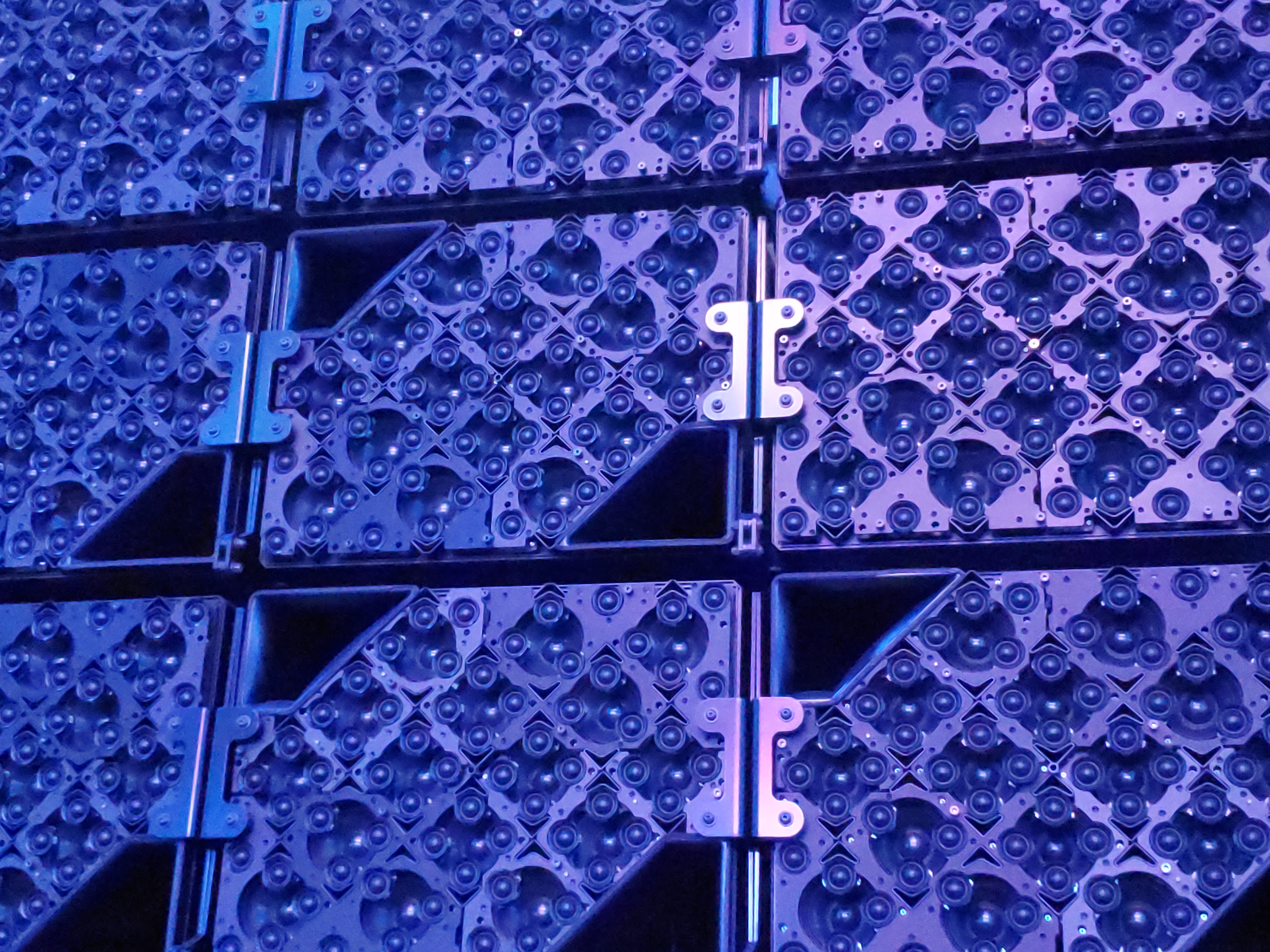
Mehrere Module der Holoplot X1 Matrix Array-Lautsprecher im Hauptatrium der Sphere